# Наско Сіраков
Наско Сіраков (болг. Наско Сираков, нар. 26 квітня 1962, Стара Загора) — болгарський футболіст, що грав на позиції нападника.
Більшу частину кар'єри провів у столичному «Левскі», а також за національну збірну Болгарії. На клубному рівні він чотири рази ставав найкращим бомбардиром вищого дивізіону країни. А загальна кількість м'ячів, забитих ним на професійному рівні перевищує 300.

## Клубна кар'єра
Наско народився в сім'ї професійного борця Петко Сіракова. Футбольна кар'єра Наско почалася в 1980 році, коли він з молодіжної академії перебрався в першу команду «Левскі». Молодому гравцеві складно було закріпитися в основі, і протягом наступних двох років він виступав за менш імениті болгарські клуби, такі як «Спартак» (Варна) і «Хасково».
1983 року Сіраков повернувся в «Левскі», де почав регулярно з'являтися в основі. В сезоні 1983/84 «Левскі» здобув золотий дубль, а наступного сезону 1984/85 Сіраков забив 15 голів в 19 матчах чемпіонату і допоміг команді відстояти титул чемпіона Болгарії. У сезоні 1985/86 Наско з командою виграв національний кубок, а наступних двох сезонах ставав найкращим бомбардиром чемпіонату з 36 і 28 м'ячами відповідно.
1988 року Сираков вперше виїхав виступати за кордон, підписавши контракт з клубом іспанської Ла Ліги «Реал Сарагоса», з якої 1990 року перебрався в «Еспаньйол», де провів ще один сезон.
У 1991 році футболіст втретє повернувся в «Левскі». Хоча Сіраков і забив 26 м'ячів в 27 матчах і знову став найкращим бомбардиром чемпіонату, клуб програв титул софійському ЦСКА.
Влітку 1992 року 30-річний болгарин знову перейшов за кордон, підписавши контракт з французьким «Лансом», але вже через півроку повернувся в «Левскі» і допоміг команді повернути титул чемпіона. В першому повному для себе сезоні після повернення (1993/94) Сіраков допоміг команді виграти золотий дубль, а також вчетверте став найкращим бомбардиром чемпіонату Болгарії, забивши 30 голів.
Протягом 1995 року Сіраков грав за «Ботев» (Пловдив), після чого перейшов до «Славії» (Софія), якій у сезоні 1995/96 допоміг здобути золотий дубль, ставши одним з небагатьох гравців, якому вдавалось це зробити у двох різних командах. Через три роки, які він провів у «Славії», Сіраков завершив кар'єру.

## Виступи за збірну
7 серпня 1983 року дебютував в офіційних матчах у складі національної збірної Болгарії в товариській грі проти збірної Алжиру (3:2).
У складі збірної був учасником чемпіонату світу 1986 року у Мексиці, на якому він забив гол у ворота італійців, завдяки чому команда вийшла в 1/8 фіналу. Не пройшовши відбір на «мундіаль» 1990 року, на чемпіонаті світу 1994 року у США Наско Сіраков взяв участь у всіх матчах, а Болгарія показала найкращий результат за всю свою історію — 4 місце.
Останнім великим турніром для футболіста став чемпіонат Європи 1996 року в Англії, який був дебютним для болгарської збірної. На турнірі, де болгари не подолали груповий етап, Сіраков лише одного разу вийшов на поле на заміну, а відразу після завершення турніру припинив виступи за збірну.
Протягом кар'єри у національній команді, яка тривала 14 років, провів у формі головної команди країни 82 матчі, забивши 23 голи.

## Досягнення

### Командні
- Чемпіон Болгарії (6): 1984, 1985, 1988, 1993, 1994, 1996
- Володар Кубка Болгарії (5): 1984, 1986, 1992, 1994, 1996

### Індивідуальні
- Посідає друге місце за кількістю забитих голів в історії чемпіонатів Болгарії — 196 (294 матчі).
- Найкращий бомбардир в історії «Левскі» — в офіційних матчах — 206 голів у 258 іграх[1].
- Володар «Бронзового бутсу» серед найкращих бомбардирів національних чемпіонатів Європи 1987 року. (36 голів) (за версією журналу «France-Football»).
- Найкращий бомбардир чемпіонатів Болгарії: 1987 (36 голів), 1988 (28), 1992 (26), 1994 (30) років.
- Почесний громадянин Софії (1994)[2].

### Особисте життя
Батько — колишній професійний борець, призер Олімпійських ігор, чемпіон світу Петко Сіраков. Дружина — колишня художня гімнастка, чемпіонка світу та Європи Іліана Раєва. Від неї має двох дочок — Славею і Віолету.